# 志田晶
志田 晶（しだ あきら、1970年1月22日 - ）は、日本の予備校講師、数学者。東進ハイスクール・東進衛星予備校数学科講師。北海道釧路市出身。名古屋大学理学部数学科(現・数理学科)卒業、名古屋大学院理学研究科(現・多元数理科学研究科)数学専攻博士後期課程満了。専攻は可換環論。

## 経歴
- 北海道教育大学教育学部附属釧路中学校卒業。
- 北海道釧路湖陵高等学校理数科卒業。
- 名古屋大学理学部数学科（現・数理学科）卒業。[2]
- 名古屋大学大学院理学研究科（現・多元数理科学研究科）博士前期課程（数学専攻）修了。[2]
- 名古屋大学大学院理学研究科博士後期課程（数学専攻）満了。[2]
- 元 中部英才講師（生物・数学）。
- 元 河合塾中部地区数学科講師（1995 - 2007年度）[2]。
- 元 駿台予備学校数学科講師（名古屋校）。[2]
- 東進ハイスクール・東進衛星予備校数学科講師（2008 - 年度）[1]。

## 著書[3]

### 学習参考書 (現行本)

#### 東進ブックス
- 志田の数学Ⅰ スモールステップ完全講義
- 志田の数学Ⅱ スモールステップ完全講義
- 志田の数学B スモールステップ完全講義
- 数学Ⅰ・A 一問一答【完全版】
- 数学Ⅱ・B 一問一答【完全版】
- 東進 共通テスト実戦問題集 数学I・A
- 東進 共通テスト実戦問題集 数学II・B

#### KADOKAWA
- 大学入学共通テスト 数学Ⅰ・Aの点数が面白いほどとれる本
- 大学入学共通テスト 数学Ⅱ・Bの点数が面白いほどとれる本
- 志田晶の 確率が面白いほどわかる本
- 志田晶の 集合・論理、整数が面白いほどわかる本
- 志田晶の 数列が面白いほどわかる本
- 改訂版 志田晶の ベクトルが面白いほどわかる本
- 志田晶の 複素数平面・式と曲線が面白いほどわかる本
- 差がつくテーマ100選 志田晶の 数学IIIの点数が面白いほどとれる本
- スマートな解法から裏ワザまで　志田晶の 数学覚醒講義

### 数学勉強法／自己啓発本

#### 東進ブックス
- 数学の勉強法をはじめからていねいに(監修)

#### 宝島社
- 数学で解ける人生の損得

## 出演
- 「ネプリーグ」（フジテレビ）準レギュラー（2013年5月6日 -